# Mirador Volleyball Club 2018
Questa voce raccoglie le informazioni riguardanti il Mirador Volleyball Club nella stagione 2018.

## Stagione
Il Mirador Volleyball Club debutta in Liga de Voleibol Superior, partecipando alla prima edizione del torneo e classificandosi al quarto posto, restando pertanto fuori dai play-off scudetto.

## Organigramma societario
Area direttiva
- Presidente: Ricardo Arias
- Direttore generale: Carlos Guzmán

Area tecnica
- Allenatore: Wagner Pacheco
- Assistente allenatore: Juan Capellan, Natalia Tejeda

Area medica
- Fisioterapista: Nuris Arias

## Rosa
| N° | Nome               | Ruolo | Data di nascita  | Nazionalità sportiva |
| -- | ------------------ | ----- | ---------------- | -------------------- |
| 1  | Raquel Rodríguez   | L     | 12 luglio 2000   | Rep. Dominicana      |
| 2  | Ileim Terrero      | P     | 2 dicembre 2001  | Rep. Dominicana      |
| 3  | Cherlin Antonio    | O     | 3 novembre 2003  | Rep. Dominicana      |
| 4  | Yanlis Féliz       | O     | 6 giugno 2000    | Rep. Dominicana      |
| 5  | Yaneirys Rodríguez | S     | 26 giugno 2000   | Rep. Dominicana      |
| 6  | Mesalina Severino  | C     | 18 luglio 2000   | Rep. Dominicana      |
| 7  | Camila de la Rosa  | P     | 2 luglio 2001    | Rep. Dominicana      |
| 8  | Natalia Martínez   | S     | 25 novembre 2000 | Rep. Dominicana      |
| 9  | Lissanet Durán     | S     | 29 novembre 2000 | Rep. Dominicana      |
| 11 | Geraldine González | C     | 18 aprile 2002   | Rep. Dominicana      |
| 12 | Erika Calderón     | C     | 28 dicembre 2003 | Rep. Dominicana      |
| 13 | Flormarie Heredia  | S     | 21 ottobre 2002  | Rep. Dominicana      |
| 14 | Mariela Jiménez    | C     | 19 maggio 2001   | Rep. Dominicana      |
| 15 | Pamela Suárez      | L     | 1994             | Rep. Dominicana      |
| 17 | Belkis Agramonte   | S     | 7 febbraio 2003  | Rep. Dominicana      |
| 20 | Cindy Lara         | O     | 8 luglio 2002    | Rep. Dominicana      |

## Mercato
| Acquisti | Acquisti           | Acquisti | Acquisti   |
| R.       | Nome               | da       | Modalità   |
| -------- | ------------------ | -------- | ---------- |
| L        | Raquel Rodríguez   | ?        | definitivo |
| P        | Ileim Terrero      | ?        | definitivo |
| O        | Cherlin Antonio    | ?        | definitivo |
| O        | Yanlis Féliz       | ?        | definitivo |
| S        | Yaneirys Rodríguez | ?        | definitivo |
| C        | Mesalina Severino  | ?        | definitivo |
| P        | Camila de la Rosa  | ?        | definitivo |
| S        | Natalia Martínez   | ?        | definitivo |
| S        | Lissanet Durán     | ?        | definitivo |
| C        | Geraldine González | ?        | definitivo |
| C        | Erika Calderón     | ?        | definitivo |
| S        | Flormarie Heredia  | ?        | definitivo |
| C        | Mariela Jiménez    | ?        | definitivo |
| L        | Pamela Suárez      | ?        | definitivo |
| S        | Belkis Agramonte   | ?        | definitivo |
| O        | Cindy Lara         | ?        | definitivo |

| Cessioni                                         | Cessioni | Cessioni | Cessioni |
| R.                                               | Nome     | a        | Modalità |
| ------------------------------------------------ | -------- | -------- | -------- |
| Non sono avvenuti movimenti di mercato in uscita |          |          |          |

## Statistiche

### Statistiche di squadra
| Competizione | Punti | In casa | In casa | In casa | In trasferta | In trasferta | In trasferta | Totale | Totale | Totale |
| Competizione | Punti | G       | V       | P       | G            | V            | P            | G      | V      | P      |
| ------------ | ----- | ------- | ------- | ------- | ------------ | ------------ | ------------ | ------ | ------ | ------ |
| LVS          | 7     | 0       | 0       | 0       | 0            | 0            | 0            | 9      | 1      | 8      |
| Totale       | -     | 0       | 0       | 0       | 0            | 0            | 0            | 9      | 1      | 8      |

G = partite giocate; V = partite vinte; P = partite perse